# おくのほそ道
『おくのほそ道』（おくのほそみち）は、元禄文化期に活躍した俳人松尾芭蕉の紀行及び俳諧。元禄15年（1702年）刊。　
日本の古典における紀行作品の代表的存在であり、芭蕉の著作中で最も著名な作品である。「月日は百代の過客にして、行きかふ年も又旅人也」という冒頭より始まり、作品中に多数の俳句が詠み込まれている。
なお、「奥の細道」とも表記されるが、中学校国語の検定済み教科書では、すべて「おくのほそ道」の表記法をとっている。本記事もこれに従っている。　

## 概要
おくのほそ道（奥の細道）は、芭蕉が崇拝する西行の500回忌にあたる1689年（元禄2年）に、門人の河合曾良を伴って江戸を発って、奥州、北陸道を巡った紀行文である。全行程約600里（2400キロメートル）、日数約150日間で東北・北陸を巡って、元禄4年（1691年）に江戸に帰った。西行500回忌の記念すべき年に、東北各地に点在する歌枕や古跡を訪ねることが、最大の目的の旅であった。
「おくのほそ道」では、このうち武蔵から、下野、陸奥、出羽、越後、越中、加賀、越前、近江を通過して旧暦9月6日美濃大垣を出発するまでが書かれている。曾良の随行日記も、没後数百年を経て曾良本と共に発見されている。
ほとんどの旅程で曾良を伴い、元禄2年3月27日（新暦1689年5月16日）に江戸深川にあった芭蕉の草庵である採荼庵を出発し（行く春や鳥啼魚の目は泪）、船に乗って千住に渡り、日光街道の草加、日光へ道を取って下野国の城下町黒羽へ行く。黒羽では大いに歓迎されたこともあり、おくのほそ道の旅程では最長になる14日間滞在した。
ここからさらに北へ向かい白河関を越えて奥州に入る。須賀川、飯坂、仙台と渡り歩き、日本三景の一つに数えられる松島では、その美しい風景に感動するあまり句を詠めず、曾良が詠んだ句「松島や 鶴に身をかれ ほととぎす」が収載されている。平泉は、おくのほそ道の最初の折り返し地点にあたり、藤原三代の栄華をしのび、「夏草や兵どもが夢のあと」の句を詠んだ。
ここから奥羽山脈を越えて出羽国に入って尾花沢に至る。この町の紅花を扱う豪商で、芭蕉とは旧知の俳人でもある鈴木清風を訪ねることもこの旅の目的の一つで、尾花沢に11日間滞在した。尾花沢の人々の強い勧めにより、予定にはなかった山寺（立石寺）に立寄り、「閑さや 岩にしみ入る 蝉の聲」の句を残す。
日本三大急流のひとつに数えられる最上川を下り、出羽三山の最高峰である月山にも登り、6月半ばにおくのほそ道の最北の地となった象潟に到達する。当時の象潟は、松島に劣らぬ景勝地で「松島は笑ふが如く、象潟はうらむが如し」と、その美しい多島風景を評した。
ここから、再び折り返して日本海岸沿いに南下して新潟へ向かい、出雲崎では「荒波や 佐渡によこたふ 天河」と佐渡島を望む日本海の荒波の情景を詠んだ。
さらに海岸を南下して富山、金沢、福井と北陸道を経て、美濃路（美濃国の脇街道）の大垣で「蛤の ふたみにわかれ 行秋ぞ」の句を詠み、結ばれている。

## 4つの原本
推敲の跡多い原本には中尾本（おくの細道）と曾良本（おくのほそ道）があり、個々の芭蕉による真筆箇所もしくは訂正箇所（あるいはその真贋をも唱える学者もいる）については現在でも論が分かれている。
中尾本は大阪の古書店「中尾松泉堂書店」2代目店主・中尾堅一郎が阪神・淡路大震災で半壊した自宅から1996年に発掘した芭蕉自筆本とされるもので、元禄時代に弟子の野坡（やば）が所持したとされることから野坡本とも呼ばれる。曾良本は、中尾本に見られる芭蕉の推敲が入ったものを門人が筆写したとされるもので、曽良が所持していたとされ、1972年より天理大学が所有する。
曽良本以降に芭蕉の弟子で書家の柏木素龍が清書した柿衞本（柿衞文庫所有）・西村本（福井の篤農家・西村孫兵衛家所有（1944年に再発見））がある。この柿衞本・西村本は共に素龍本（素龍清書本）とも呼ばれる。

## 出版経緯
西村本の題簽（外題）「おくのほそ道」は芭蕉自筆とされており、これが芭蕉公認の最終形態とされる。芭蕉はこの旅から帰った5年後、1694年に死去したため、「おくのほそ道」は芭蕉死後の1702年（元禄15年）に西村本を基に京都の井筒屋から出版刊行され広まった。「奥の細道」ではなく「おくのほそ道」と書くのが正式とされるのはこの原題名に基づく。この元禄初版本は現在1冊しか確認されていないが、増し刷りされ広まったため版本は多く残る（本文に変化は見られない）。よって現在世間一般に知られる「おくのほそ道」は、西村本を原本とした刊本の本文を指す。
1938年（昭和13年）に曾良本が発見された。1960年（昭和35年）に柿衞本の存在が発表され、1996年（平成8年）に芭蕉の真筆である野坡本の発見とされた中尾本の存在が発表されている。これによりこの本の原点を探る研究・出版がより増すこととなった。

## 旅程

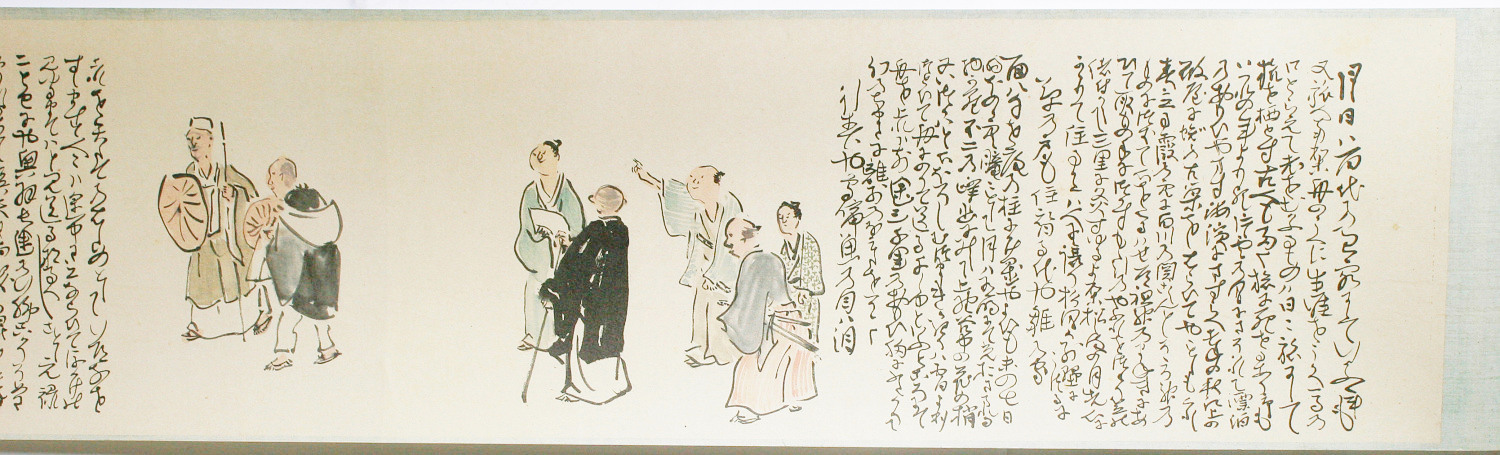
蕪村画　逸翁美術館

| 足立区（千住宿入口：左側）と荒川区（南千住駅前：右側）でそれぞれに碑を建てているが、芭蕉が隅田川の南岸（荒川区側・当時江戸）に降りて出発したのか、北岸（足立区側）に降りて出発したのかの「千住論争」が存在する。 |  | 足立区（千住宿入口：左側）と荒川区（南千住駅前：右側）でそれぞれに碑を建てているが、芭蕉が隅田川の南岸（荒川区側・当時江戸）に降りて出発したのか、北岸（足立区側）に降りて出発したのかの「千住論争」が存在する。 |
| 足立区（千住宿入口：左側）と荒川区（南千住駅前：右側）でそれぞれに碑を建てているが、芭蕉が隅田川の南岸（荒川区側・当時江戸）に降りて出発したのか、北岸（足立区側）に降りて出発したのかの「千住論争」が存在する。 |  | |

### 江戸、旅立ち
元禄2年春　芭蕉は旅立ちの準備をすすめ、隅田川のほとりにあった芭蕉庵を引き払う。
「草の戸も　住み替はる代ぞ　雛の家」
3月27日　明け方、採荼庵より舟に乗って出立し、千住大橋付近で船を下りて詠む。
- 矢立の初め

「行く春や　鳥啼魚の   目は泪」

### 日光
4月1日　下野国日光（現、栃木県日光市）
「あらたふと　青葉若葉の　日の光」

### 黒羽 雲巌寺 光明寺
4月4日　黒羽（栃木県大田原市）を訪れ、黒羽藩城代家老浄法寺図書高勝、俳号桃雪
4月5日　雲巌寺に禅の師匠であった住職・仏頂和尚を訪ねる。
「木啄も 庵はやぶらず 夏木立」
4月9日　修験光明寺に招かれて行者堂を拝する。
「夏山に 足駄を拝む 首途哉」

### 那須 温泉神社 殺生石
4月19日　温泉神社（栃木県那須町）に那須与一を偲び、殺生石を訪ねる。
「野を横に 馬牽むけよ ほととぎす」

### 白河の関
4月20日　陸奥国白河（福島県白河市）
「心許なき日かず重るまゝに、白川の関にかゝりて旅心定りぬ」

### 飯坂の里
5月2日　飯坂（福島県福島市飯坂町）
「笈も太刀も五月に飾れ紙幟」

### 多賀城
5月4日　多賀城（宮城県多賀城市）、壺の碑（多賀城碑）を見て「行脚の一徳、存命の悦び、羇旅の労をわすれて泪も落るばかり也」と涙をこぼしたという。

### 松島
5月9日　歌枕松島（宮城県宮城郡松島町）
芭蕉は美観に感動したあまり「いづれの人か筆をふるひ詞を尽くさむ」と自らは句作せず、代わりに曾良の句を文末に置いた。
「松嶋や 鶴に身をかれほとゝぎす」曾良

### 平泉
5月13日　藤原3代の跡を訪ねて平泉（岩手県西磐井郡平泉町）にて。
「三代の栄耀一睡のうちにして、大門の跡は一里こなたにあり」
「国破れて山河あり　城春にして草青みたり」という杜甫の詩「春望」を踏まえて詠む。
「夏草や　兵どもが　夢のあと」
「五月雨の　降り残してや　光堂」
光堂（金色堂）は拝観したが、経堂は別当不在により開帳しなかったと伝えられる。

### 尿前の関
5月14日　尿前（宮城県大崎市）
「蚤虱 馬の尿する 枕もと」
（実際には尿前の関より先の堺田にあった「封人の家」で作られた）

### 尾花沢
5月17日　出羽国尾花沢（山形県尾花沢市）、旧知の豪商、鈴木清風を訪ねる。
「涼しさを 我宿にして ねまる也」
「這出よ かひやが下の ひきの声」
「まゆはきを 俤にして 紅粉の花」

### 山形領 立石寺
5月27日　立石寺（山形市山寺）にて。
「閑さや岩にしみ入る蝉の声」

### 新庄
5月29日　最上川の河港大石田（山形県大石田町）での発句を改めたもの。
「五月雨を　あつめて早し　最上川」

### 出羽三山
6月5日　羽黒山にて。
「涼しさや ほの三か月の 羽黒山」
6月6日　月山にて。
「雲の峰 いくつ崩れて 月の山」
6月7日　湯殿山にて。
「語られぬ 湯殿にぬらす 袂かな」

### 鶴岡
6月10日　鶴岡（山形県鶴岡市）にて。
「珍しや 山をいで羽の 初茄子び」

### 酒田
6月14日　酒田（山形県酒田市）にて。
「暑き日を 海にいれたり 最上川」
「あつみ山や 吹浦かけて 夕すヾみ」

### 象潟

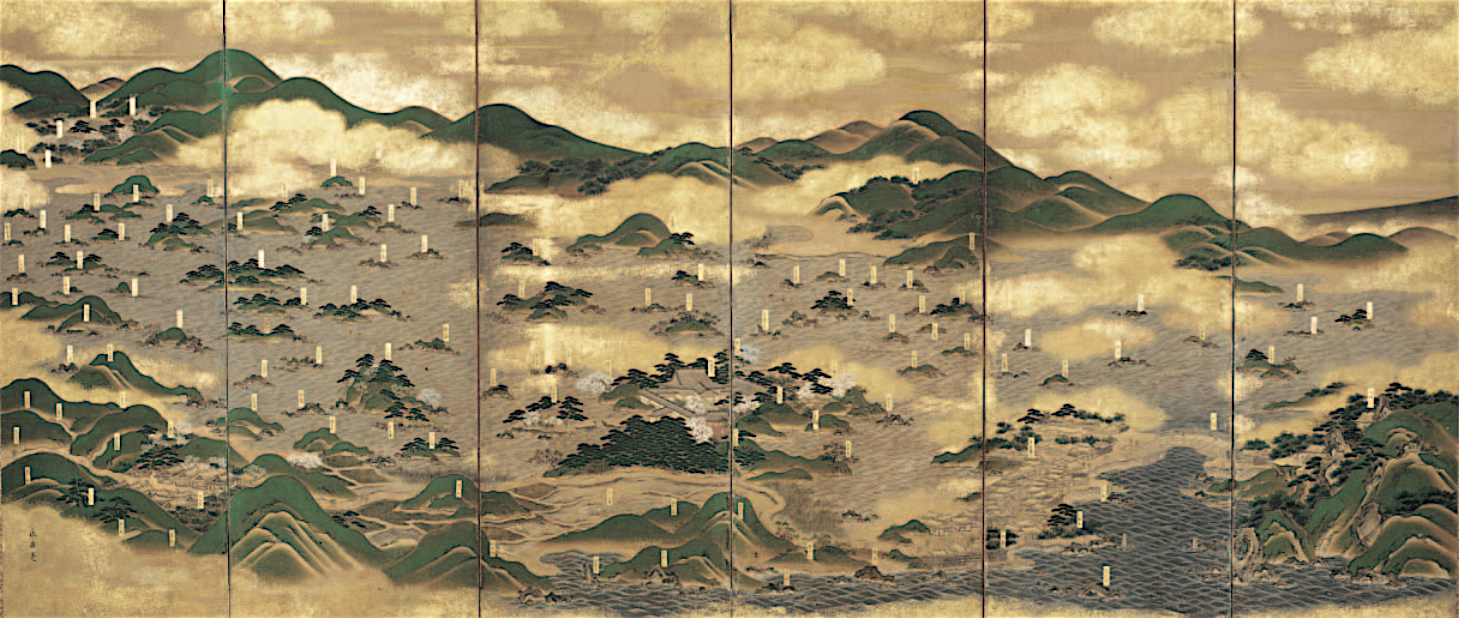
象潟地震で隆起する以前の、象潟の様子が描かれた屏風。

6月16日　象潟（秋田県にかほ市）は松島と並ぶ風光明媚な歌枕として名高かった。象潟（原文では象泻）を芭蕉は「俤松島に通ひて、また異なり。松島は笑ふが如く、象泻は憾むが如し。寂しさに悲しみを加へて、地勢　魂を悩ますに似たり。」と形容した。
「象潟や　雨に西施が　ねぶの花」
- 西施は中国春秋時代の美女の名。

「汐越や 鶴はぎぬれて 海涼し」

### 越後 出雲崎
7月4日　越後国出雲崎（新潟県出雲崎町）での句。
「荒海や　佐渡によこたふ　天の河」

### 市振の関
7月13日　親不知の難所を越えて市振（新潟県糸魚川市）の宿に泊まる。
「一家に　遊女もねたり　萩と月」

### 越中　那古の浦
7月14日　越中国那古の浦（富山県射水市）数しらぬ川を渡り終えて。
「わせの香や　分入右は　有磯海」

### 金沢
7月15日（陽暦では8月29日）から24日　加賀国金沢（石川県金沢市）城下の名士達が幾度も句会を設ける。蕉門の早世を知る。江戸を発って以来、ほぼ四ヶ月。曾良は体調勝れず。急遽、立花北枝が供となる。
「塚も動け　我泣聲は　秋の風」
「秋すゝし　手毎にむけや　瓜天茄」
　
当地を後にしつつ途中の吟
「あかあかと　日は難面も　秋の風」

### 小松
7月25日から27日 山中温泉（石川県加賀市）から戻り8月6日から7日　懇願され滞在長引くも安宅の関記述なし。
「しほらしき　名や小松吹　萩すゝき」

### 加賀　片山津
7月26日　小松（石川県小松市）、『平家物語』（巻第七）や『源平盛衰記』も伝える篠原の戦い（篠原合戦）、斎藤実盛を偲ぶ。
「むざんやな　甲の下の　きりぎりす」

### 山中温泉
7月27日から8月5日　大垣を目前に安堵したか八泊、和泉屋に宿する。
「山中や　菊はたおらぬ　湯の匂」
「曾良は腹を病て、伊勢の国長島と云う所にゆかりあれば、先立ちて行に」
「行行て　たふれ伏とも　萩の原」　　曾良
「と書き置たり。」
「今日よりや　書付消さん　笠の露」

### 小松　那谷寺
8月5日　小松へ戻る道中参詣、奇岩遊仙境を臨み。
「石山の　石より白し　秋の風」

### 大聖寺　熊谷山全昌寺
8月7日　前夜曾良も泊まる。和泉屋の菩提寺、一宿の礼、庭掃き。
「庭掃て　出ばや寺に　散柳」
「終宵　秋風聞や　うらの山」　曾良

### 越前　吉崎
8月9日　「この一首にて数景尽たり」　蓮如ゆかり越前国吉崎御坊（福井県あわら市）の地。
「終宵　嵐に波を　運ばせて　月を垂れたる　汐越の松」　　西行

### 松岡　天龍寺
8月10日　金沢から供とした立花北枝とここで別れる。
「物書て　扇引さく　余波哉」

### 敦賀
8月14日、夕方、敦賀（福井県敦賀市）に到着。仲哀天皇の御廟である氣比神宮に夜参する。美しい月夜であった。遊行二世上人のお砂持ちの故事にちなんで。
「月清し　遊行のもてる　砂の上」
8月15日、北国の日和はあいにくで、雨が降り、十五夜の名月は見れず。
「名月や　北国日和　定めなき」
8月16日、西行の歌にもある「ますほの小貝」を拾おうと、船で色ヶ浜へ向かう。
「寂しさや　須磨にかちたる　浜の秋」
「波の間や　小貝にまじる　萩の塵」

### 大垣
8月21日頃、美濃国大垣（岐阜県大垣市）に到着。門人たちが集い労わる。

9月6日　芭蕉は「伊勢の遷宮をおがまんと、また船に乗り」出発する。
結びの句
「蛤の ふたみにわかれ 行く秋ぞ」

## 文化財
奥の細道の沿道には多くの文化財が点在している。それらを統合し文化財保護法の名勝として、『おくのほそ道の風景地』が12県に跨り26カ所が指定されている。

## 主な文庫注解
- 『芭蕉 おくの細道』 萩原恭男校注、岩波文庫、1979年、ISBN 9784003020623
『曾良旅日記』、『奥細道菅菰抄』を併録。ワイド版1991年、ISBN 9784000070799
- 『芭蕉自筆 奥の細道』 上野洋三・櫻井武次郎校注、岩波文庫、2017年、ISBN 9784003510247
- 『おくのほそ道 現代語訳　付・曾良随行日記』 潁原退蔵・尾形仂訳注、〈角川ソフィア文庫〉、新版2003年、ISBN 9784044010041
- 『おくのほそ道（全） ビギナーズ・クラシックス』 〈角川ソフィア文庫〉、2001年、ISBN 9784043574025
- 『おくのほそ道』 久富哲雄全訳注、〈講談社学術文庫〉、1980年、ISBN 9784061584525
- 『英文収録 おくのほそ道』 ドナルド・キーン 訳、〈講談社学術文庫〉、2007年、ISBN 9784061598140

## 翻訳書
- 『スペイン語で旅するおくのほそ道 (Sendas de Oku)』伊藤昌輝訳、エレナ・ガジェゴ・アンドラーダ監修、大盛堂書房、2018年（日西対訳版）。ISBN 978-4-88463-122-2

## 映像
- 「奥の細道をゆく」全31回
  - NHKで2000年4月から放送された各回25分の番組。内容はほぼ一年をかけ「奥の細道」全行程を追体験したもの。あとにその3回分を1回にまとめた全10回（各回40分）の総集編が作られ、VHS「奥の細道をゆく」全10巻（各巻40分）として発売されたが、現在では絶版。2001年には同番組内容の書籍「奥の細道をゆく―21人の旅人がたどる芭蕉の足跡」も刊行された。

- 「NHK趣味悠々 おくのほそ道を歩こう」全9回
  - NHK教育で2007年9月・10月に放送された各回25分の番組。自分で歩きたい人に向けた内容。2008年2月にDVD「NHK趣味悠々 おくのほそ道を歩こう」全2巻として発売された。

- 「DVD おくの細道」（1997年12月発売/テイチクエンタテインメント）
  - 内容は映像で辿る「おくの細道をたずねて」、および中尾本全頁収録とその朗読・解説。中尾本に興味がある人向け。

- 「おくのほそ道 DVD＆CD」（2005年4月発売/株式会社ジェー・ピー）
  - 内容は各所風景映像に乗せた「おくのほそ道」全文とその朗読。DVD2枚と同内容のCD2枚付き。現代語訳を載せた解説書付き。

## おくのほそ道を追体験した記録
- 俳諧師の諸九尼は1771年、京を出発して東海道、江戸、仙台、中山道を経て京に帰り「秋かぜの記」を著している。諸九尼は、志太野坡（芭蕉門下）の弟子の湖白亭浮雲（有井新之助）と駆け落ちした経緯をもつ。

## 翻案作品

### 漫画
- 矢口高雄 『マンガ 日本の古典25　奥の細道』（中央公論社 のち中公文庫）

### ゲームソフト
- 「えんぴつで奥の細道」 仲村トオル朗読のニンテンドーDSソフト（サクセス）、初回版には鉛筆型タッチペン付属。ジャンルはなぞり書き紀行ソフト。

### 音楽
- 湯浅譲二
  - 交響組曲「奥の細道」(1995)
- 新実徳英
  - 「おくのほそ道─越の国々」 メゾソプラノとピアノのための(2011)
  - 芭蕉の句による歌曲集「おくのほそ道～みちのくへ」(2013)
- 柏木俊夫
  - 芭蕉の奥の細道による気紛れなパラフレーズ(1950)

### ミュージカル
2008～2009年の劇団わらび座によるミュージカル。
- 作・作詞：齋藤雅文
- 演出：西川信廣
- 音楽：飯島優
- 美術：朝倉摂
- 出演：安達和平、近藤真行、丸山有子、他
- 公演期間[28]
  - 2008年4月～2009年1月　わらび劇場公演
  - 2009年9月～12月　全国公演